# John Dennis (Politiker, 1807)
John Dennis (* 1807 bei Princess Anne, Somerset County, Maryland; † 1. November 1859 ebenda) war ein US-amerikanischer Politiker. Zwischen 1837 und 1841 vertrat er den Bundesstaat Maryland im US-Repräsentantenhaus.

## Werdegang
John Dennis war der Sohn des gleichnamigen Kongressabgeordneten John Dennis (1771–1806) und ein Cousin von Littleton Purnell Dennis (1786–1834), der ebenfalls Kongressabgeordneter war. Er besuchte die öffentlichen Schulen seiner Heimat. Nach einem anschließenden Jurastudium und seiner Zulassung als Rechtsanwalt begann er in diesem Beruf zu arbeiten. Außerdem betätigte er sich in der Landwirtschaft. Gleichzeitig schlug er eine politische Laufbahn ein und wurde für die Whigs Mitglied des Abgeordnetenhauses von Maryland.
Bei den Kongresswahlen des Jahres 1836 wurde Dennis im ersten Wahlbezirk von Maryland in das US-Repräsentantenhaus in Washington, D.C. gewählt, wo er am 4. März 1837 die Nachfolge von John Nevett Steele antrat. Nach einer Wiederwahl konnte er bis zum 3. März 1841 zwei Legislaturperioden im Kongress absolvieren. Im Jahr 1850 war er Delegierter auf einer Versammlung zur Überarbeitung der Verfassung von Maryland. Er starb am 1. November 1959 auf dem Anwesen Beckford nahe Princess Anne.